# Eurysiana meridiana
Eurysiana meridiana is een halfvleugelig insect uit de familie Delphacidae. De wetenschappelijke naam van deze soort werd voor het eerst geldig gepubliceerd in 1994 door Asche als Eurysa meridiana.